# Stelis ramificans
Stelis ramificans är en orkidéart som beskrevs av Carlyle August Luer och Endara. Stelis ramificans ingår i släktet Stelis och familjen orkidéer. Inga underarter finns listade i Catalogue of Life.